# Everyone Stares: The Police Inside Out
Everyone Stares: The Police Inside Out ist eine Rockumentary von Stewart Copeland über die Entstehung und Entwicklung der britischen Rockband The Police. Copeland, der Schlagzeuger von „The Police“, kaufte sich im Jahre 1978 eine Super 8 Kamera und verfolgte ab dann bis zur vorübergehenden Trennung im Jahre 1984 die Entwicklung des Trios. Somit wird die Geschichte der Band direkt aus der Sicht eines der Bandmitglieder erzählt.
Der Film wurde erstmals auf dem Sundance Film Festival im Jahre 2006 vorgestellt und erschien im September 2006 auf DVD.

## Handlung
Der erste Teil des Films zeigt eine Bilderserie von Fotos, die Copeland mit The Police aufnahm, bevor er sich eine Super-8 Kamera kaufte. Dieser Zeitraum enthält auch die Ära mit Henry Padovani und den Einstieg von Andy Summers in die Band. Der Film verfolgt dann die Band bei den Bemühungen, erste Erfolge in den USA zu erreichen. Dabei begleitet sie Coplands Jugendfreund Kim Turnerals als ihr Tour-Manager.
Die Band kehrt dann nach Europa zurück, um dort auf unterschiedlichen Festivals zu spielen. Hier werden sie erstmals von ihrem eigenen Erfolg eingeholt, als sie von einem Mob an Fans nach einem Konzert in Birmingham quasi eingekesselt werden. Danach folgen eine Reihe von Nummer Eins Singles auf beiden Seiten des Atlantiks, die zu dem großen Weltruhm der Band führen. In der Folge verschlechtert sich die Zusammenarbeit der einzelnen Bandmitglieder. Am Ende tritt The Police auf dem US Festival im Jahre 1982 als Headliner auf, um danach die Band aufzulösen.

## Tracks

### Hauptfilm
- The First Two Years [3:44]
- I Got This Movie Camera [5:31]
- And It May Sound Strange [3:50]
- Europe Summer Festivals [4:40]
- Next to You at Lorelei [2:27]
- First Frenzy [3:50]
- Chat to Camera During Show [3:51]
- Andy at the Blue Bear [4:33]
- Blonde Life [2:53]
- Newsreels [1:18]
- Zenyatta [8:22]
- Back to America Huge [:59]
- Doo Doo Inna Snow Snow [3:36]
- Getting Disconnected [6:35]
- Montserrat [3:48]
- World Conquest [4:37]
- No Sleep Till Hammersmith [2:45]
- Us Festival - From the Front [3:28]
- Abspann [2:42]

### Bonus-Material
Behind Andy's Camel
- Andy in the Car
- Stewart Vs. Sting
- Miles Sings "Every Breath You Take"
- Andy Vs. Sumo
- Blondes Over Los Angeles
- Breakfast Cafe
- Obsessing Over Charts
- Tokyo Streets
- On Our Way Home
- End Titles Without Credits

Live "Shards"
- So Lonely - Orange, Frankreich
- Roxanne - Spanien
- Can't Stand Losing You - Spanien
- Roxanne - Federal Correction Institution Terminal Island
- Fall Out - Spanien
- Landlord - Spanien
- Truth Hits Everybody - Pink Pop Festival
- Truth Hits Everybody - Belgien
- Walking on the Moon - Belgien
- Message in a Bottle - Belgien